# Ca' d'Andrea
Ca' d'Andrea es una localidad y comune italiana de la provincia de Cremona, región de Lombardía, con 518 habitantes.

## Evolución demográfica
| Gráfica de evolución demográfica de Ca' d'Andrea entre 1861 y 2001 |
|                                                                    |
| Fuente ISTAT - elaboración gráfica de Wikipedia                    |